# Mathias Rosenblad
Mathias Rosenblad, född 23 juni 1758 i Lund, död 4 september 1847 på Stavsund på Ekerö, var en svensk greve, ämbetsman och politiker. Han var justitiestatsminister 1829–1840 och en av rikets herrar.

## Biografi
Mathias Rosenblad var son till läkaren Eberhard Rosenblad och Eleonora von Hermansson. Han studerade vid Lunds universitet där han tog examen i juridik, varefter han anställdes vid Justitierevisionen och Generalauditörexpeditionen. 1780–1784 var han justitiekanslerns sekreterare, och därefter revisionssekreterare.
1794 utnämndes Rosenblad till statssekreterare i civilexpeditionen, och fick allt större inflytande inom kansliet. Han ingick i flera statliga kommittéer, fick förtroendeuppdrag av konungen, och deltog i riksdagarna, där han var ledamot av hemliga utskottet. För sina förtjänster därvid upphöjdes han till en av rikets herrar, till friherre och till greve (1815).
Efter statsreformen 1809, som bland annat resulterade i 1809 års regeringsform, utnämndes han den 9 juni till statsråd och spelade en framträdande roll i såväl den statliga organisationens genomförande, som senare i unionsförhandlingarna med Norge 1814. Han var en av Gustav IV Adolfs nära förbundna, men när denne avsattes verkar Rosenblad inte ha kommit till försvar. Liberaler ansåg dock att Rosenblad förkroppsligade de blint lydande ja-sägarna bland rojalisterna. Han betraktades som urtypen för en stockkonservativ ämbetsman. Han läste aldrig tidningar och brydde sig aldrig om vad som skrevs mot honom. Tidningsskriveriet kallade han "en från avgrunden i senare tider uppstigen oren ande".
Den 31 augusti 1829 utnämndes Rosenblad till justitiestatsminister, och kvarstod i den befattningen till den 6 februari 1840. Hans byråkratiska och konservativa stil ogillades av riksdagen och han misstänktes också för att vid befordringar åsidosätta rättvisa och förtjänst till förmån för sina släktingar. Trolle-Wachtmeister skrev att "om än bevis ej saknades på förföljelse, väld samt nepotism från Rosenblads sida, så diktades ändå flera exempel därpå".
År 1834 ställdes han inför riksrätt, men frikändes. Han avgick 1840 på inrådan av kungen, och närmade sig då åttiotvå års ålder.
Rosenblad var serafimerriddare. Han var vidare ledamot av Vetenskapsakademien, Svenska Bibelsällskapet, Svenska missionssällskapet och den 21 maj 1805 blev han hedersledamot av Kungliga Vitterhets Historie och Antikvitets Akademien. Åren 1804-06 var han preses i Samfundet Pro Fide et Christianismo. Han gifte sig 1790 med Charlotta Maria Toutin, men de fick inga barn.
Manuskriptet till hans självbiografi finns i Kungliga biblioteket.

## Utmärkelser
- Riddare av Nordstjärneorden,  1794
- Kommendör av Nordstjärneorden,  16 november 1799
- En av rikets herrar[3]
- Kungliga Serafimerorden,  25 november 1811[3]
- Carl XIII:s orden,  28 januari 1815
- Andreasorden

[Redigera Wikidata]

## Bilder

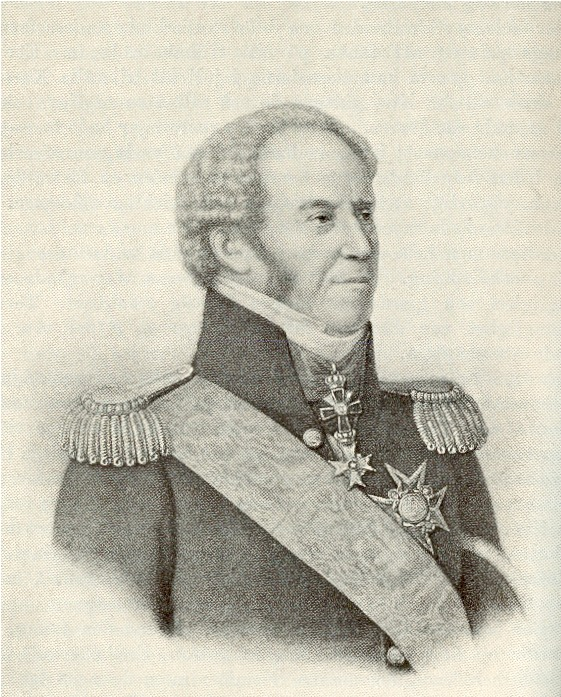
Mathias Rosenblad iklädd uniform.